# Linspire
Linspire（旧称Lindows）是一种基于Debian GNU/Linux的操作系统，外观类似于Windows XP或Mac OSX。Linspire具备Linux的强大及稳定，同時具有Windows的易用性。此外，Linspire还包括独特的 Click-N-Run（CNR）技术，使得在Linspire上安装软件迅速而简单。
该系統最初的设计目的是让用户可以在Linux下运行Windows程式，因此这个系统以Windows和Linux两種系統为基础。
2004年，微軟支付給Lindows Inc. 24萬美元，让該公司由Lindows改名為Linspire，並在網站上提供免費合法下載的版本。此前，該公司曾被微软控告，称「Lindows」名称侵犯了Windows的商標。2008年7月1日，Linspire的股东们投票同意将公司改名为Digital Cornerstone，并将公司出售给Xandros。
2008年8月8日，Xandros的CEO Andreas Typaldos宣布终止发布Linspire換以更好地支持本公司的Xandros。作为Linspire后续版本的Freespire将其基础代码从基于Ubuntu转到Debian。
Linspire是Lindows的新版本，Lindows OS是以Linux与WINE技术（可让Windows应用程序在Linux上执行）为依据。创始人Michael Robertson的想法很简单：要让这一个开源操作系统可直接执行主流软件，如IE浏览器、微软Office或Outlook。而Robertson本人先前曾一手创办MP3.com而掀起1990年后期的mp3狂潮，后来不敌唱片公司联手施压，将MP3.com卖给Vivendi环球音乐。

## 外部連結
- Linspire 网站 （页面存档备份，存于）